# فرانتس بوئاس
فرانتس بوئاس (۹ ژوئیه ۱۸۵۸ – ۲۱ دسامبر ۱۹۴۲) انسان‌شناس آلمانی-آمریکایی و یکی از پیشگامان انسان‌شناسی مدرن است. او را پدر انسان‌شناسی آمریکا دانسته‌اند.
او که تحصیلات خود را در آلمان پیگیری می‌کرد، در سال ۱۸۸۱ به درجهٔ دکتری نایل شد در حالی که در رشتهٔ جغرافیا نیز تحصیل می‌کرد. سپس به همراه یک اردوی اعزامی جغرافیایی به کانادا رفت و در آنجا شیفتهٔ فرهنگ و زبان جزیرهٔ بافین شد. سپس به کار میدانی روی آورد تا در مورد فرهنگ و زبان‌های حوزهٔ شمال غربی دریای آرام تحقیق کند. در ۱۸۸۷ به ایالات متحده مهاجرت کرد. آنجا ابتدا در اسمیتسونیان متصدی موزه بودو بعدها در ۱۸۸۹ در دانشگاه کلمبیا استاد مردم‌شناسی شد و تا پایان دورهٔ شغلی خود در همین سمت باقی ماند. در میان شاگردان او، بسیاری بودند که بعدها تحت تاثیر استاد خود دپارتمان‌های مردم‌شناسی و برنامه‌های مطالعاتی راه‌اندازی کردند و به طور کلی می‌توان گفت که بوئاس بر روی مردم‌شناسی در امریکا تاثیر شگرفی گذاشت. از شاگردان او می‌توان به کسانی چون ادوارد ساپیر و روث بندیکت اشاره کرد.  
بوئاس یکی از مشهورترین مخالفان ایدئولوژیهای معروف در آن زمان موسوم به نژادپرستی علمی بود؛ به این معنا که نژاد یک مفهوم زیست‌شناختی است و رفتار انسان به خوبی از روی رده‌شناختی مشخصه‌های نژادی فهمیده می‌شود. او با استفاده از مطالعاتی در آناتومی اسکلت بدن انسان نشان داد که شکل و اندازه‌ی جمجمه با تقریب خوبی تابعی از متغیرهای محیطی مانند سلامت و تغذیه است؛ درست بر خلاف ادعای مردم‌شناسان نژادپرستی که در آن زمان بر شکل جمجمه به عنوان یک ویژگی نژادی تمایزدهنده تاکید می‌کردند. بوئاس در این زمینه بسیار کوشید تا نشان بدهد که تفاوت‌های رفتاری در انسان‌ها منشأ بیولوژیک ندارد و بیشتر نتیجهٔ‌ تفاوت‌های فرهنگی است که طی جامعه‌پذیری اکتساب می‌شود. بوئاس فرهنگ را به عنوان مفهوم بنیادین در توجیه تفاوت‌های بشری و همچنین مفهوم کلیدی در مردم‌شناسی معرفی کرد.     
یکی دیگر از دستاوردهای بوئاس برای اندیشه‌های مردم‌شناسی، رد رویکردهای تکاملی به مطالعات فرهنگی است که در آن زمان بسیار مرسوم بودند. این رویکردها رشد تمام جوامع را طی یک سلسله‌مراتب تکنولوژیکی و فرهنگی بررسی می‌کرد که فرهنگ اروپای غربی در قلهٔ آن بود. بوئاس معتقد بود که فرهنگ در طی تاریخ و از طریق تعامل گروه‌های مردم و ادغام افکار شکل گرفته است و در نتیجه هیچ حرکتی به سمت صورت‌های فرهنگی متعالی‌تر وجود ندارد. این دیدگاه باعث شد بوئاس رویکرد «مرحله»-محور نسبت به فرهنگ در سازماندهی موزه‌های مردم‌شناسی کنار بگذارد و در چیدمان عناصر موزه، بیشتر به دوری و نزدیکی گروه‌های مردم از یکدیگر تاکید داشته باشد.      
بوئاس همچنین مفهوم نسبیت فرهنگی را نیز مطرح کرد که بر اساس آن نمی‌توان فرهنگ‌ها را به بالاتر و پائین‌تر یا بهتر و صحیح‌تر تقسیم‌بندی و رتبه‌بندی کرد؛ بلکه انسان‌ها هر یک جهان را از منظر فرهنگی می‌بینند که درون آن زندگی کرده‌اند. از نظر بوئاس موضوع مردم‌شناسی همین بود که ببینیم چگونه فرهنگی که انسان‌ها درون آن رشد کرده‌اند، باعث می‌شود تا هر یک جهان پیرامون را متفاوت از دیگری درک کند و بدین منظور می‌بایست در زبان و فرهنگ مردم مورد مطالعه مداقه کرد.           